# Vlag van Wijnjewoude

Vlag van Wijnjewoude

De vlag van Wijnjewoude is de dorpsvlag van het Nederlandse dorp Wijnjewoude, in de Friese gemeente Opsterland. De vlag werd in 2000 geregistreerd. Het ontwerp van de vlag is van de hand van J.C. Terluin.

## Beschrijving
De beschrijving van de vlag is als volgt:
Een gele broeking met een lengte van 1/3 vlaglengte, belegd met een aan 1/3 vlaglengte reikende ingebogen broektrapezium met een bovenzijde gelijk aan 1/5 vlaghoogte; het trapezium belegd met een witte klaver; de vlucht verdeeld in drie horizontale banen rood-geel-rood, 2:1:2.
De kleuren zijn afkomstig van het dorpswapen.

## Symboliek
- Gele baan: symbool voor de zandrug waar het dorp op gelegen is.[3]
- Twee rode banen: staan voor de twee afzonderlijke dorpen Wijnjeterp en Duurswoude die in 1974 samengevoegd werden tot Wijnjewoude. De kleur rood duidt op heide.[3]
- Blauw veld: verwijst naar het Ouddiep en de Opsterlandse Compagnonsvaart.[3]
- Klaverblad: symboliseert het boerenbedrijf van tegenwoordig.[3]

## Zie ook

Wapen van Wijnjewoude